# Mustapha Biskri
 (mars 2021).
Si vous disposez d'ouvrages ou d'articles de référence ou si vous connaissez des sites web de qualité traitant du thème abordé ici, merci de compléter l'article en donnant les références utiles à sa vérifiabilité et en les liant à la section « Notes et références ».
Mustapha Biskri (en arabe : مصطفى بسكري), né le 3 juillet 1960 à Alger, est un entraîneur de MO Béjaïa.

## Biographie
Mustapha Biskri a entraîné plusieurs clubs algériens dont, le RC Kouba, le NA Hussein Dey à deux reprises, tout d'abord de 2003 à 2004, puis en 2015, le CA Bordj Bou Arreridj à deux reprises aussi de 2006 à 2007, puis de 2013 à 2014.

## Palmarès
- Champion d'Algérie de football en 1999 avec MC Alger
- Finaliste de la Coupe d'Algérie en 2006 avec USM Alger
- Finaliste de la Coupe d'Algérie en 2010 avec CA Batna
- Finaliste de la Coupe d'Algérie en 2025 avec MO Bejaia